# فرناندو سیلوا (بازیکن فوتبال، زاده ۱۹۷۷)
فرناندو سیلوا (انگلیسی: Fernando Silva؛ زادهٔ ۱۶ مهٔ ۱۹۷۷) بازیکن فوتبال اهل آندورا است.
از باشگاه‌هایی که در آن بازی کرده‌است می‌توان به باشگاه فوتبال سانتا کولوما اشاره کرد.
وی همچنین در تیم ملی فوتبال آندورا بازی کرده‌است.